# Jaywick
Jaywick (talvolta noto come Jaywick Sands) è un villaggio situato presso la parrocchia civile di Clacton-on-Sea, nell'Essex, lungo il litorale del mare del Nord.
Nato in origine come stabilimento balneare per i londinesi, il villaggio è costituito principalmente di abitazioni fabbricate precariamente, essendo destinate a soggiorni brevi.
Con il passare del tempo, tuttavia, un crescente numero di persone ha cominciato a trasferirsi e stabilirsi permanentemente nel villaggio di Jaywick, grazie ai bassi prezzi degli immobili: così molte delle case-vacanza del villaggio sono diventate residenze permanenti, le quali giacciono in un pessimo stato.
Secondo l'"indice di privazione" del 2010, parte di Jaywick, in particolare la zona orientale, nota come Brooklands, è l'area più povera d'Inghilterra; nei primi mesi del 2013, l'attenzione dei mass-media è tornata a focalizzarsi sul villaggio, in particolare sullo stato di povertà in cui versa Jaywick.

## Storia
Il villaggio di Jaywick è stato progettato da Frank Stedman come un economico rifugio per le vacanze dei londinesi negli anni trenta. Molte delle case originali divennero, tuttavia, residenze permanenti e la popolazione comprende, ora, un gran numero di pensionati e di lavoratori, grazie al basso costo degli immobili: una relazione del 2009, infatti, ha rilevato che quattro delle dieci tra le strade più economiche dell'Inghilterra orientale in cui acquistare immobili si trovano a Jaywick; in particolare la media del valore delle proprietà in vendita lungo Tamarisk Way è di £44 050.
La zona orientale di Jaywick è stata riconosciuta come l'area più povera in Inghilterra secondo l'"indice di deprivazione" del 2010, sulla base di diversi fattori tra cui la popolazione che vive sotto la soglia di povertà, la criminalità, i livelli d'istruzione e di competenza, la disoccupazione e il settore residenziale.
Statistiche risalenti al 2012 hanno dimostrato, inoltre, che Jaywick ha il più alto tasso di disoccupazione giovanile del Regno Unito.
Alcuni edifici dell'area di Brooklands, ovvero la zona orientale di Jaywick, saranno sottoposti a demolizione, in particolare le proprietà in rovina, e, grazie alla nuova normativa, torneranno a essere spazi verdi; infatti, a causa di direttive come l'"Articolo 4", considerato che la zona di Jaywick è a rischio alluvione, non è possibile né la costruzione di nuove proprietà, neanche in sostituzione di edifici demoliti, né l'ampliamento o la modifica delle proprietà esistenti.

Il Consiglio distrettuale di Tendring, oltre a lavorare con i residenti dell'area di Brooklands circa il miglioramento della zona, sta cercando di acquistare alcuni dei terreni edificabili di Jaywick per costruire nuove abitazioni popolari.

### Inondazione del 1953
Durante l'inondazione del 1953, il villaggio di Jaywick è stato inondato, causando la morte di 35 persone. Dopo questo disastro, opere di difesa costiera sono state erette e molte precauzioni sono state prese per evitare ulteriori inondazioni. 30 000 metri cubi di sabbia dragata sono stati posti sulla spiaggia di Jaywick come parte di un progetto di riqualifica del valore di £9,4 milioni.

## Luoghi notevoli

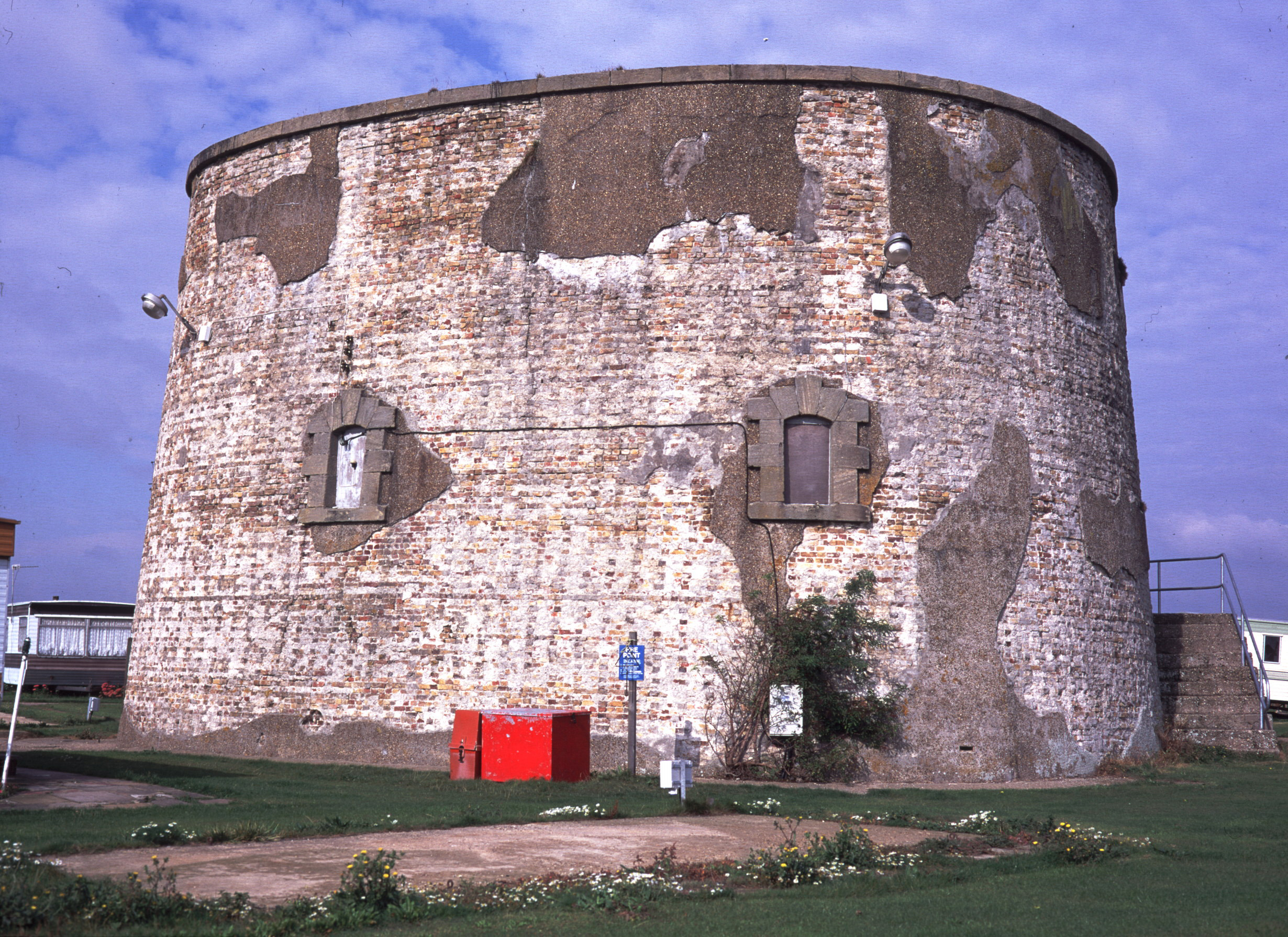
Torre martello di Jaywick

Una delle principali attrazioni del villaggio di Jaywick è la Torre martello di Jaywick, utilizzata ora come centro artistico e del patrimonio della comunità.
La torre è stata costruita nel 1809 ed era una delle ventinove torri martello della costa orientale dell'Inghilterra, costruite per difendere il paese contro la minaccia di invasione da parte di Napoleone Bonaparte e il suo esercito.

I mattoni utilizzati per le torri della costa orientale sono stati fabbricati a Grays nell'Essex, usando l'argilla di Londra e trasportati in ogni sito con chiatte. Come le altre torri martello della costa orientale, i muri di mattoni della torre martello di Jaywick sono spessi tra i 2 e i 3 metri, per un'altezza di 10 metri. Sul tetto della torre martello di Jaywick sono ancora presenti i perni originali per i tre cannoni che si trovavano su ogni torre martello in direzione del mare.
Il 46 Gardens Brooklands è un'opera d'arte temporanea di Nathan Coley, che per tre mesi è stata eretta sul terreno di una proprietà privata che si trovava nella zona centrale di Brooklands.
Una lancia di legno risalente al paleolitico inferiore è stata trovata presso Jaywick, vicino a un'area soggetta a erosione della costa. Questo è il più antico oggetto artificiale in legno conosciuto, trovato nelle isole britanniche.

## Cultura
Il film del 2006, Il quiz dell'amore, è stato parzialmente girato presso Jaywick.
Alcune scene del film giallo Essex Boys sono state girate nella zona Brooklands di Jaywick. Nel film appare il segnale stradale della Essex Avenue, oltre ad alcune delle abitazioni locali.

## Trasporto
Jaywick Sands è raggiungibile attraverso strade locali che collegano il villaggio con località attigue, quali Clacton-on-Sea e St. Osyth.
Alcune linee di autobus, operate da First (linee 10/11, 12, 19), da Hedingham (linea 130) e da Stephenson Essex (linea 703) servono il villaggio.
Una ferrovia a scartamento ridotto (460 mm) ha operato a Jaywick dal 1936 al 1939. La locomotiva era un modello di GNR Stirling 4-2-2.

## Galleria d'immagini

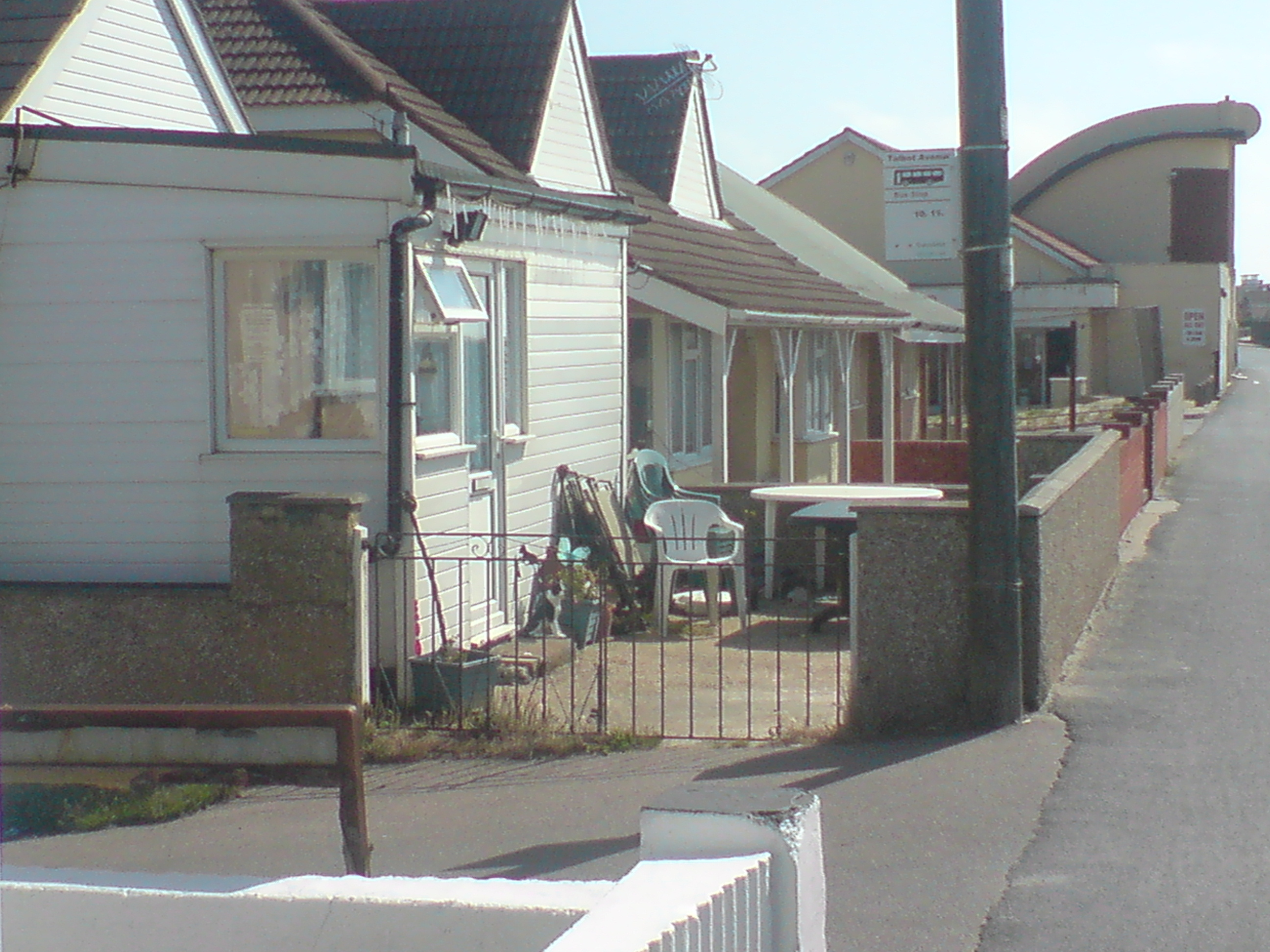
Abitazioni sul lungomare di Jaywick East (Brooklands)
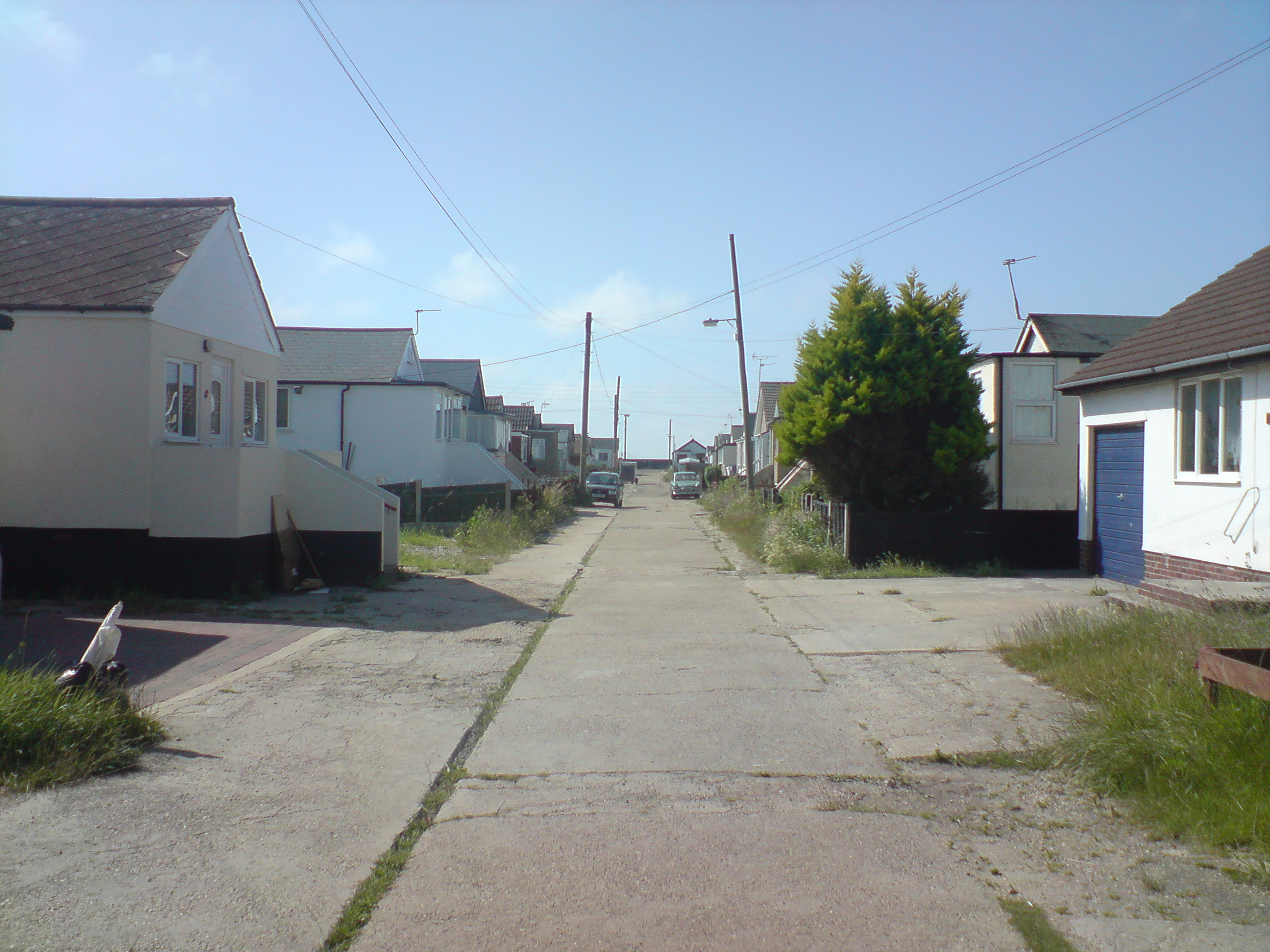
Tipica strada di Jaywick East (Brooklands)
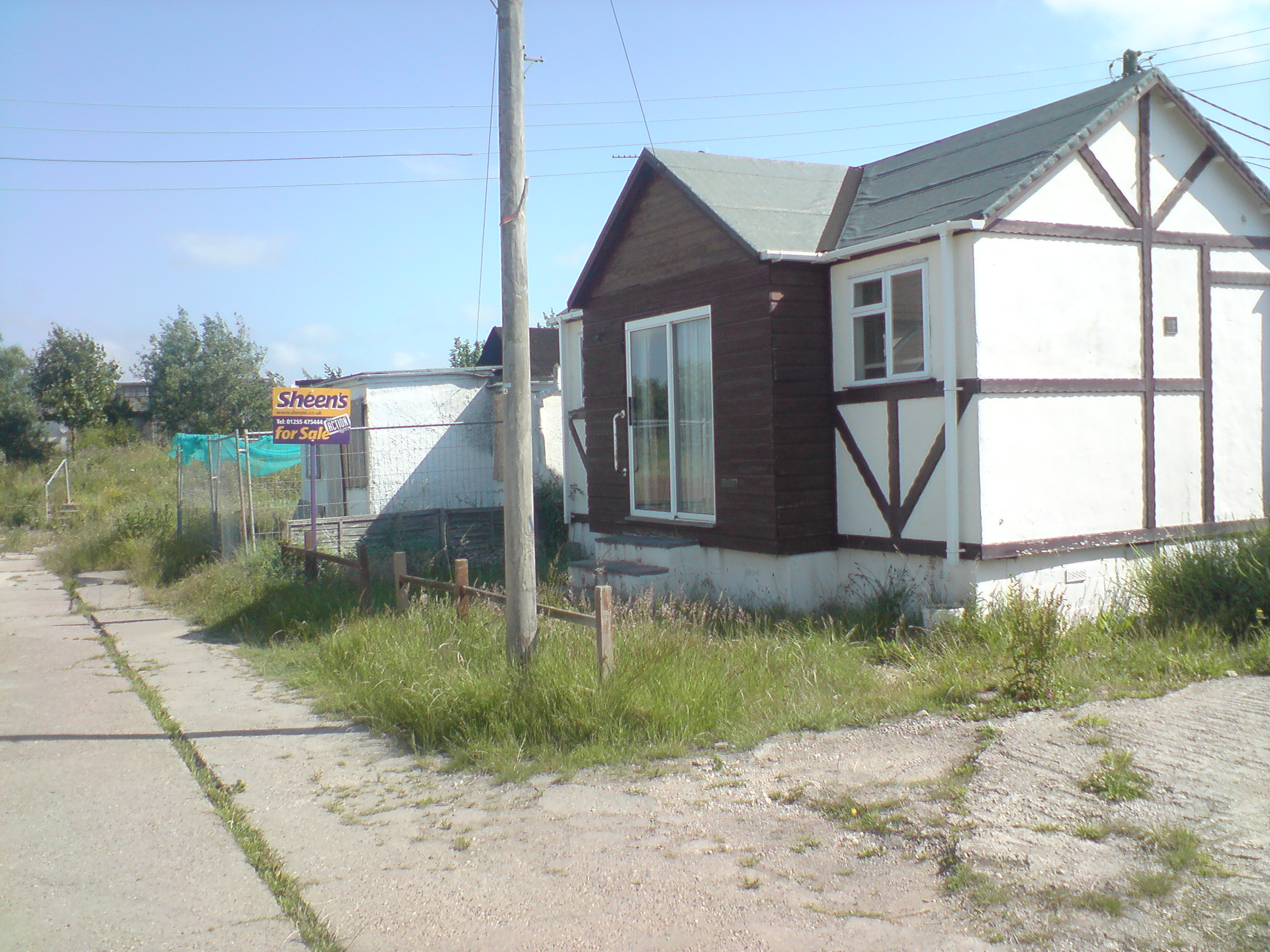
Abitazione disabitata
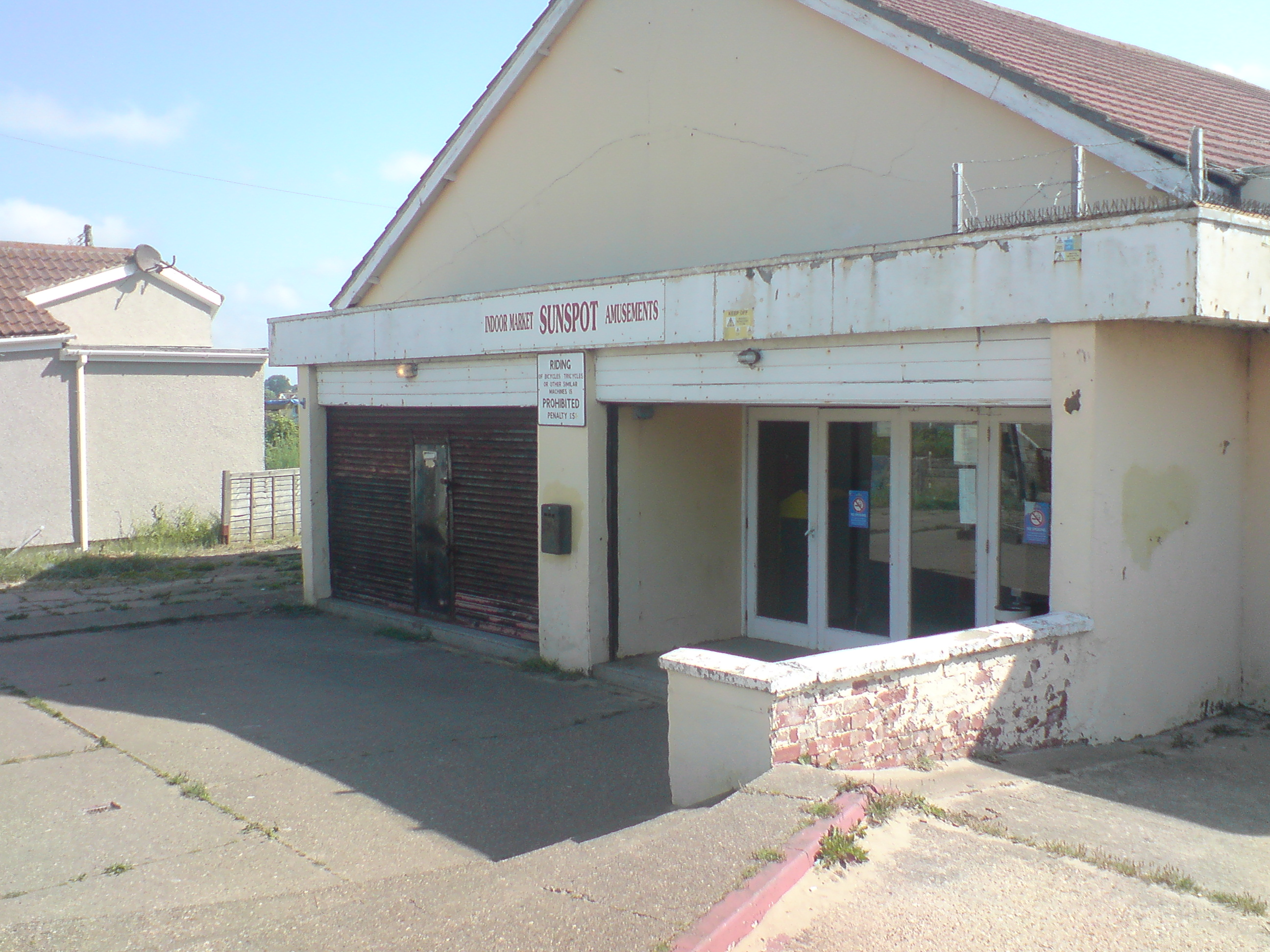
"Arcade"
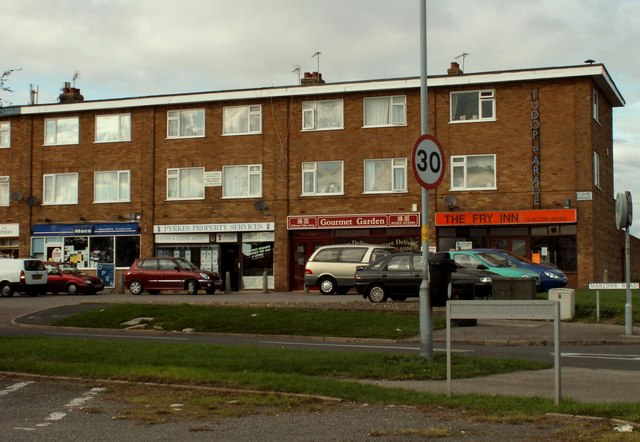
Negozi a Jaywick West